# 起居舍人
起居舍人是中國古代職官之一，隋炀帝始置，属内史省。
唐初廢舍人，改為起居郎。显庆三年（658年），另置起居舍人，属中书省。龙朔二年（662年）改起居舍人为右史，记载皇帝言行与国家大事，並送史館記錄存留。宋沿置。